# STS Pogoria
STS Pogoria – polski żaglowiec, stalowa, trójmasztowa barkentyna zbudowana w 1980 roku w Stoczni Gdańskiej im. W. Lenina, pierwszy duży żaglowiec, zaprojektowany przez polskiego konstruktora statków, inż. Zygmunta Chorenia, pierwowzór dla kilku podobnych jednostek, w budowie których polskie stocznie się wyspecjalizowały: „Iskra”, bułgarska „Kaliakra”, „Oceania” (eksperymentalny żaglowiec badawczy PAN).
„Pogoria” jest malowana na biało z szerokim niebieskim pasem, czym odróżnia się od bliźniaczej „Iskry” z pasem czerwonym.

## Dane techniczne
Żaglowiec został zaprojektowany i zbudowany jako barkentyna o pięciu żaglach rejowych na fokmaszcie, oraz żaglami gaflowymi na grocie i bezanie (powierzchnia żagli – 994 m²). Później ożaglowanie bezanmasztu zmieniono na bermudzkie przez co powierzchnia ożaglowania zmniejszyła się do 830 m². Wysokość wynosi maks. 32,8 m, długość wraz z bukszprytem – 47 m, szerokość – 8,0 m, zanurzenie – 3,6 m. Został wyposażony w silnik 347 KM (Diesel) i dwupłatową nastawną śrubę napędową. Osiągana prędkość wynosi 8 węzłów. W skład załogi wchodzi 51 osób.

## Historia

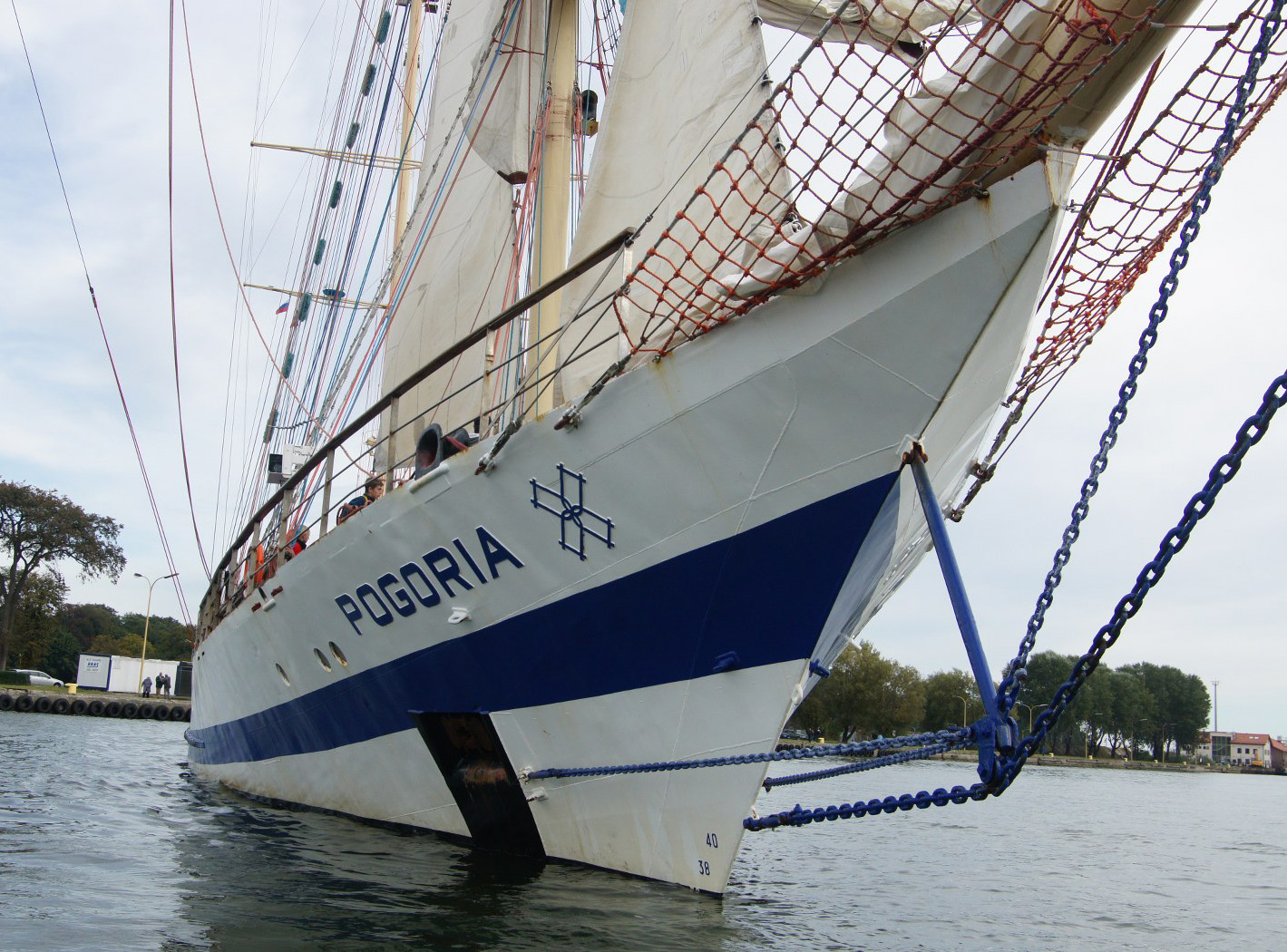
Logo Bractwa Żelaznej Szekli na dziobie STS Pogorii

„Pogoria” została zbudowana na zamówienie Telewizji Polskiej (a dokładniej: Radiokomitetu) dla Bractwa Żelaznej Szekli. „Bractwo” powstało z inicjatywy kpt. Adama Jassera w 1973 r. Magazynem „Bractwa” stał się wkrótce „Latający Holender” – program telewizyjny Bohdana Sienkiewicza (TVP Gdańsk). „Bractwo” korzystało z silnego wsparcia prezesa Radiokomitetu (pierwszy armator), kpt. Macieja Szczepańskiego, żeglarza zaprzyjaźnionego z Krzysztofem Baranowskim.
Pierwszym kapitanem „Pogorii” został były kpt. „Iskry” kmdr por. Piotr Bigaj, który następnie oddał dowództwo Krzysztofowi Baranowskiemu. Znaki przypominające krzyże, które przez wiele lat nosiła „Pogoria” na żaglach rejowych, to cztery skrzyżowane szekle, symbol Bractwa.

### Geneza nazwy żaglowca
Żaglowiec „Pogoria” zwodowano, gdy I sekretarzem KC PZPR był Edward Gierek, pochodzący z Sosnowca, miasta Zagłębia Dąbrowskiego. Z Zagłębia pochodziło też wielu działaczy politycznych i decydentów tamtego okresu, a wśród nich Maciej Szczepański. Na terenie Dąbrowy Górniczej, najrozleglejszego miasta Zagłębia, znajduje się zbiornik wodny – Pogoria I, otoczony kilkunastoma ośrodkami wypoczynkowymi i klubami żeglarskimi. Właśnie tam Maciej Szczepański rozpoczynał szkolenie żeglarskie i stąd wywodzi się nazwa szkolnego żaglowca.
Chrzest statku odbył się w niedzielę 1 czerwca 1980. W uroczystości wzięli udział: pierwszy sekretarz KW PZPR Tadeusz Fiszbach, przedstawiciele Marynarki Wojennej, dyrektor Stoczni Gdańskiej Klemens Gniech i żeglarze: Krzysztof Baranowski, Krystyna Chojnowska-Liskiewicz, Teresa Remiszewska oraz Dariusz Bogucki. Matką chrzestną została Danuta Długołęcka – przodowniczka pracy z Huty Katowice.

### Debiut
Debiut „Pogorii” w regatach Cutty Sark (późniejsze The Tall Ships’ Races) miał miejsce na trasie wyścigu Mon–Karlskrona. Żaglowiec pierwszy minął linię mety, znacznie wyprzedzając inne jednostki klasy A. Zwycięstwo to było bardzo cenne, gdyż budowa jachtu wzbudzała wiele emocji – podważano zasadność tak wielkich wydatków w czasach rozpoczynającego się kryzysu gospodarczego. Podejrzewano, że jest luksusowym jachtem Macieja Szczepańskiego. W gazetach pisano wówczas o rzekomo znajdującej się na pokładzie stajni dla koni wyścigowych, o haremie złożonym z dziewcząt o różnych kolorach skóry i o oryginałach obrazów Malczewskiego, wiszących w luksusowych wnętrzach.

### Pierwsza wyprawa antarktyczna
Przed decyzją o sprzedaniu statku uratował „Pogorię” długi rejs. Został zaplanowany, aby obronić jacht przed falą krytyki poprzez pokazanie pozorowanego gospodarczego zastosowania. Była to ryzykowna wyprawa na Antarktydę (dokładniej – do Antarktyki). Żaglowiec został użyty do transportu ludzi i sprzętu do Polskiej Stacji Antarktycznej im. Henryka Arctowskiego (jednostka PAN na Wyspie Króla Jerzego w Szetlandach Południowych) za ułamek ceny, którą PAN płacił obsługującym stację statkom towarowym.
Wyprawa odbyła się w okresie od 7 grudnia 1980 do 10 kwietnia 1981 roku. Podjęto ryzyko, związane z nieprzystosowaniem jachtu do żeglugi w lodach, np. z brakiem odpowiednich wzmocnień lodowych lub z nieznajomością stateczności statku po oblodzeniu drzewc (kilkaset kilogramów lodu na rejach) w warunkach silnego wiatru.
Pasażerom nie zapewniono niezbędnego komfortu. Naukowcy, zmęczeni pracą na stacji polarnej i nie przyzwyczajeni do długotrwałego przebywania w grupie, na małej przestrzeni, nie czuli się na jachcie dobrze – dochodziło do niesnasek. Niektórzy odmówili skorzystania z żaglowca w drodze powrotnej (wracali motorowcem miesiąc później, przez co spóźnili się na święta do kraju). Problemy opisał Kazimierz Robak w książce Pogorią na koniec świata.. Opublikowano również obszerny, liczący kilkadziesiąt piosenek śpiewnik. Większość zamieszczonych w nim utworów powstała w czasie rejsu (śpiewnik ukazuje wyprawę w bardziej pozytywnym świetle). Po powrocie „Pogorii” do kraju ukazała się również książka Zdzisława Szczepaniaka (członka załogi) pt. „Przygodzie na imię „Pogoria” (Krajowa Agencja Wydawnicza Łódź 1984; ISBN 83-03-00410-7.) Na spotkanie w 15 rocznicę sławnego rejsu „Pogorii” przybyli niemal wszyscy – i załoga, i pasażerowie (ci, którzy nie mogli przybyć osobiście, przysłali telegramy z pozdrowieniami).

### Szkoła pod Żaglami

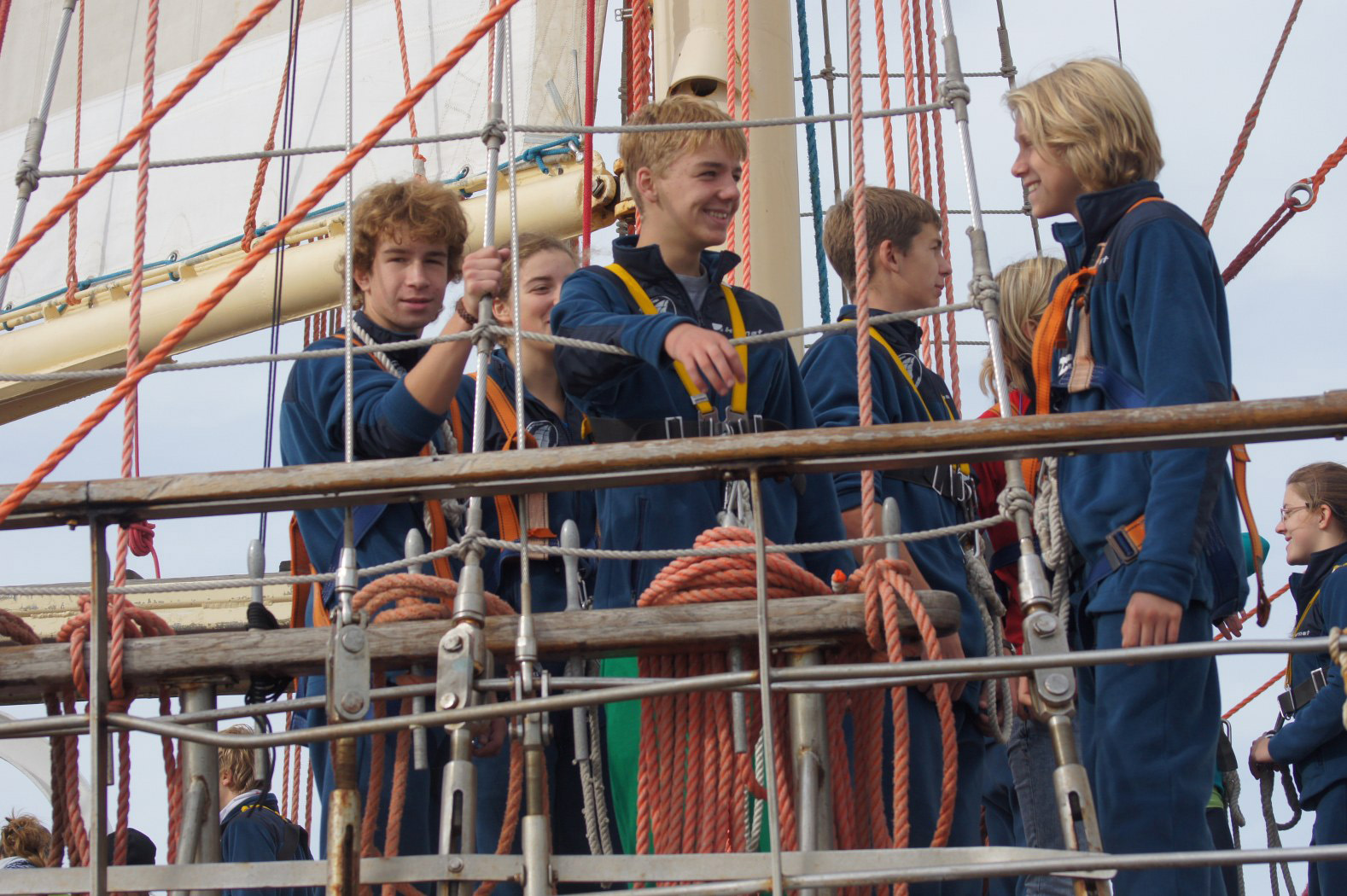
Uczniowska pierwsza wachta, Świnoujście 2012

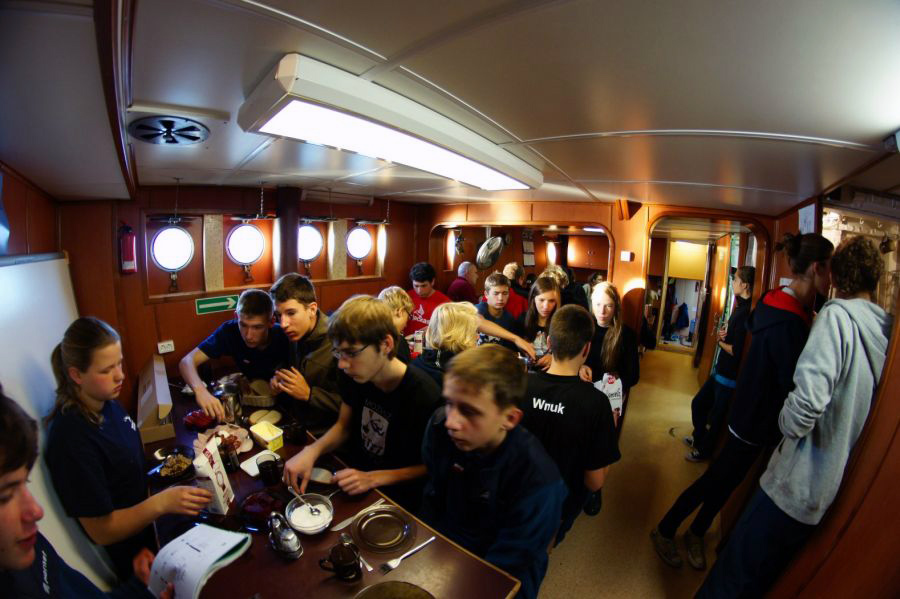
Mesa zalogi

Poza nietypowymi dla „Pogorii” akwenami podbiegunowymi jednostka okazała się szybka, dzielna i bezpieczna, a ocenę tę potwierdziły następne długie rejsy statku, w tym rejs do Sri Lanki w pełnym okresie roku szkolnego z młodzieżą licealną na pokładzie, z opłynięciem po obu stronach Afryki (1983–1984), znany jako Szkoła pod Żaglami (inicjator i kapitan – K. Baranowski). Uczestnicy rejsu (trzydziestu uczniów II klasy liceum) godzili obowiązki załogi żaglowca (także „psie wachty”) z nauką. Była to prawdziwa szkoła charakterów, gdyż wyselekcjonowani z kilku tysięcy zgłoszeń chłopcy, po kilkuetapowych eliminacjach i obozie przygotowawczym, przerabiali, już na morzu, normalny program szkoły średniej, program bez ulg, na wysokim poziomie. Część uczestników wróciła z ocenami niedostatecznymi (w warunkach lądowych byłyby to prawdopodobnie oceny co najmniej średnie). W trakcie rejsu żaglowiec zawijał do wielu portów, zarabiając na siebie czarterami; w tym czasie wolna załoga miała możliwość kilkudniowego zwiedzania okolic. Rejs opisali w książkach noszących identyczny tytuł Szkoła pod żaglami kapitan Krzysztof Baranowski i I oficer Jacek Czajewski (który pełnił funkcję dyrektora szkoły i nauczyciela fizyki), ale jako pierwsza ukazała się w 1985 r. książka Byłem Kaczorem, autorstwa ucznia szkoły, Sergiusza Nawrockiego, przyszłego profesora nauk medycznych (przezwisko "Kaczory" nadała załoga uczniom szkoły). Wśród uczniów pierwszej szkoły byli też Juliusz Gojło, później dyplomata i ambasador Polski w Iranie (był on ilustratorem książki Krzysztofa Baranowskiego o rejsie), Przemysław Predygier, później aktor, dyrektor teatru "Kubuś" w Kielcach oraz kieleckiego oddziału TVP i Krzysztof Grubecki, który został po latach kapitanem Pogorii.
Sukces Szkoły sprawił, że przedsięwzięciem i statkiem zainteresowali się Kanadyjczycy z West Island College w Montrealu, którzy zorganizowali na jego pokładzie w 1985 roku własną szkołę Class Afloat. W efekcie tego udanego eksperymentu „Pogoria” w następnych sezonach była przez nich kilkakrotnie dzierżawiona, a w trakcie jednego z rejsów statek opłynął świat. W latach 1991–1992 Kanadyjczycy zbudowali w Szczecinie własny, większy żaglowiec Concordia”, projektu Ryszarda Langera.
Kolejnym przedsięwzięciem była wyprawa zorganizowana w formie szkoły w latach 1988–1989, z młodzieżą z Polski, USA i ZSRR. „Pogoria” pokonała wtedy trasę dookoła Przylądka Horn, w bardzo trudnych warunkach, płynąc w kierunku ze wschodu na zachód.
W 1993 r. w zamian za zorganizowanie remontu generalnego (sfinansowanego faktycznie przez miasto Gdynia), PZŻ przekazał 2/5 udziału w jej własności Gdyńskiej Fundacji Żeglarskiej. Ta z kolei, w 1995 r. scedowała swoje udziały na nowo powstałe stowarzyszenie Sail Training Association Poland (STAP), zajmujące się wychowaniem morskim i szkoleniem młodzieży, które dodatkowo zostało operatorem Pogorii do końca 2021. W listopadzie 2021 armatorem Pogorii został Pomorski Związek Żeglarski.

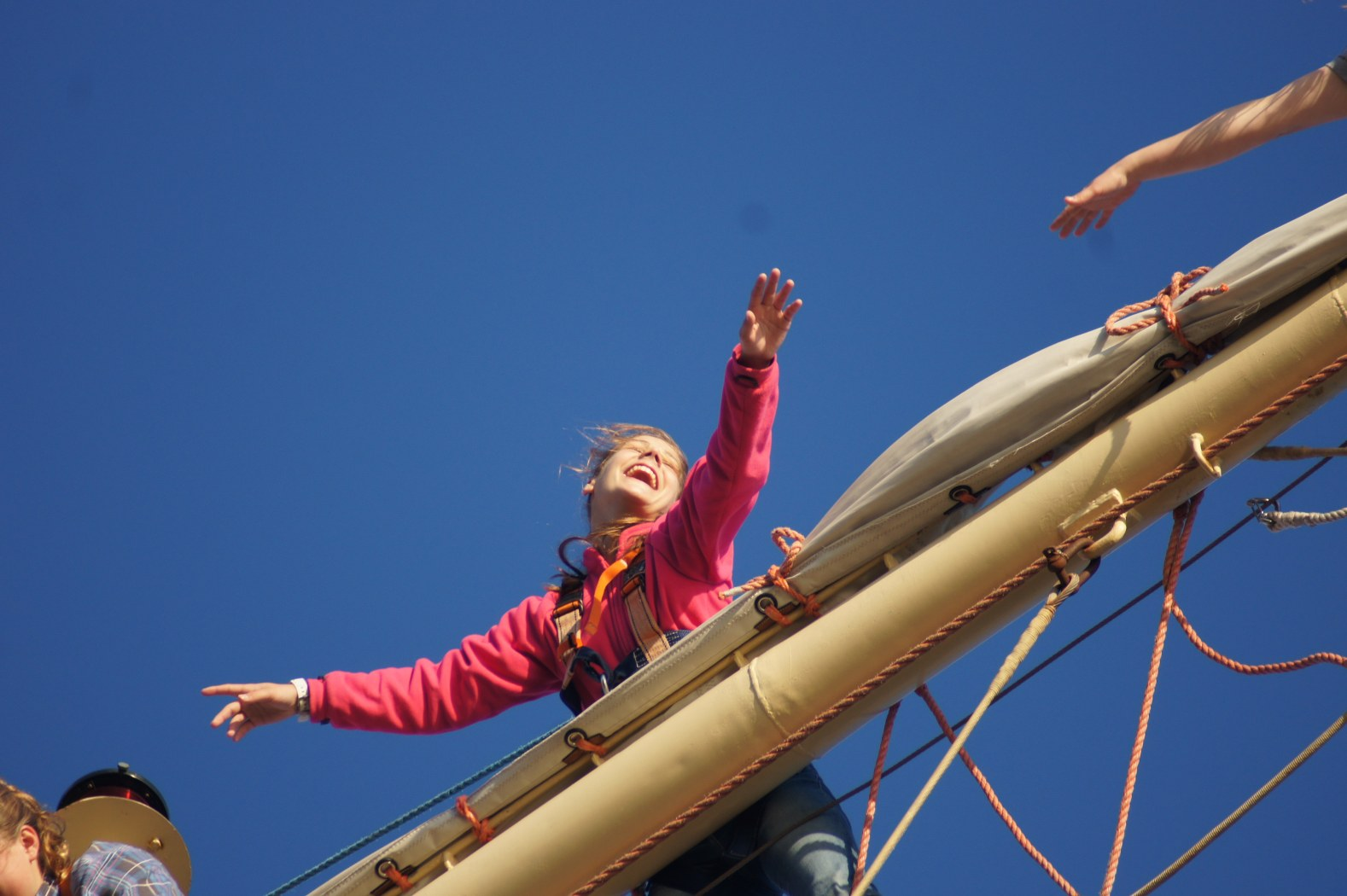
Taniec na rejach

Sukces SzpŻ odbił się szerokim echem, a specjalnością kpt. Baranowskiego stało się odtąd bądź prowadzenie kolejnych szkół, bądź współpraca przy ich organizowaniu. W 1992 r. powstał dla Fundacji Międzynarodowa Szkoła pod Żaglami STS „Fryderyk Chopin”, na który Szkoła przeniosła się z „Pogorii” (na STS „Fryderyk Chopin” prowadzona jest również „Niebieska Szkoła”).
Z inicjatywy dr. Jana Grabskiego z Wydziału Fizyki Politechniki Warszawskiej na pokładzie Pogorii (dowodzonej przez kapitana Adama Jassera) raz do roku odbywa się Fizyka pod żaglami, mająca na celu propagowanie fizyki poprzez prezentowanie doświadczeń zwiedzającym żaglowiec przez grupę studentów fizyki. Za ideę Fizyki pod żaglami Pogoria otrzymała nagrodę specjalną w czasie finału Tall Ships’ Races 2007.
Podczas XIV Szkoły pod Żaglami, 13 marca 2008 około drugiej w nocy, „Pogoria” zderzyła się z izraelską łodzią rybacką. Statek został zatrzymany przez izraelską prokuraturę w porcie w Hajfie. Strona polska twierdziła, że wina leży po stronie samych poszkodowanych. Potwierdziła to w pełni Izraelska Izba Morska.
W następnych latach na „Pogorii” odbywały się kolejne szkoły pod żaglami, prowadzone przez fundację Edukacja pod żaglami. W okresie od roku 2000 do 2008 odbyło się szesnaście szkół z uczniami polskich liceów.
31 grudnia 2016 roku ogłoszono, że za kolejny edukacyjny rejs „Pogorią”, zrealizowany w ramach „Międzynarodowej Szkoły pod Żaglami Krzysztofa Baranowskiego”, Krzysztof Grubecki otrzymał Honorowe Wyróżnienie „Rejs Roku 2016”. Wyróżniono rejs z grupą 34 gimnazjalistów z Morza Śródziemnego na Morze Czarne (trasa z Civitavecchia przez Konstancę, Noworosyjsk, Warnę, greckie Skiros oraz Lavrię, z powrotem do Włoch; rozpoczęcie: 28 sierpnia 2016, zakończenie: 21 października 2016, dystans: 4059 Mm).

### The Tall Ships’ Races
„Pogoria” regularnie bierze udział w regatach Tall Ships’ Races. W 1999 r. zdobyła prestiżowe Cutty Sark Friendship Trophy (dziś STI Friendship Trophy). W 2006 roku zajęła 6. miejsce, natomiast w 2007 roku – 7. W 2009 roku kolejny start w zawodach został przerwany na pierwszym etapie z powodu uszkodzenia żaglowca podczas sztormu, około 10 mil morskich od fińskiego wybrzeża.
7 lipca 2009 „Pogoria” płynąca w wyścigu regatowym w ramach The Tall Ships’ Races trafiła na silny wiatr u wybrzeży Finlandii. Przy prędkości wiatru ok. 30–35 węzłów (7–8°B) na ostrym kursie, złamał się jeden maszt, który pociągnął za sobą dwa pozostałe. Nikomu nic poważnego się nie stało. Jednego z członków załogi uderzyła lina, ale skończyło się tylko na kilku niegroźnych siniakach. W wypadku nie było rannych, a jacht w asyście fińskich jednostek ratowniczych dotarł do portu Hanko (Finlandia).